# Réincarnation (film, 2005)
Pour les articles homonymes, voir Réincarnations.
Pour plus de détails, voir Fiche technique et Distribution.
Réincarnation (輪廻, Rinne) est un film d'horreur japonais réalisé par Takashi Shimizu, sorti en 2005. Il s'agit du troisième film de la série de six films nommée J-Horror Theater (en), après Infection (en) et Prémonition.
Le film suit une actrice débutante japonaise nommée Nagisa Sugiura qui commence à avoir des hallucinations inquiétantes après avoir décroché un rôle dans un film d'horreur basé sur une véritable série de meurtres ayant eu lieu 35 ans auparavant.

## Synopsis
Un massacre a eu lieu dans un hôtel de tourisme. Un professeur d'université nommé Norihasa Omori s'est filmé en train de massacrer une dizaine de personnes, dont ses propres enfants et lui-même. Son souhait était d'en savoir plus sur la réincarnation. Les images du meurtre ont disparu depuis.
Trente cinq ans plus tard, un réalisateur de films d'horreur nommé Ikuo Matsumura décide d'en faire un film intitulé Réminescence. L'actrice débutante Nagisa Sugiura est choisie pour interpréter le rôle de la fille du professeur. Mais à la veille du tournage, elle est envahie par des hallucinations inquiétantes. Outre ses cauchemars de meurtres, elle est hantée par les fantômes des victimes du massacre.
Le réalisateur fait alors part de son désir de tourner le film sur les lieux du massacre. Nagisa ressent alors un fort sentiment de déjà-vu : les photos du tueur et de ses victimes dans le journal lui semblent familiers.
Pendant ce temps, l'actrice Yuka Morita, qui avait passé en vain le casting du début du film, révèle à Yayoi Kinoshita qu'elle se souvient de certains éléments de vies antérieures et montre une marque d'étranglement sur son cou. Elle dit à ce sujet qu'elle porte cette marque depuis sa naissance. Yayoi et Yuka vont à la bibliothèque du collège, mais des forces mystérieuses enlèvent Yuka, qui disparaît à jamais.
Au fur et à mesure que le tournage avance, Nagisa commence à croire qu'elle est la réincarnation de la fille du tueur, Chisato Omori. Mais au cours d'une nouvelle hallucination, elle découvre Yayoi Kinoshita dans le cagibi où la petite fille a été tuée. Elle comprend par conséquent qu'elle n'est pas la réincarnation de Chisato. Les autres acteurs, qui apparaissent comme leur réincarnation, comme le personnage qu'ils devraient représenter se dirigent alors vers le lieu de leur mort. Toutes les victimes se dirigeant vers elle, Nagisa doit se rendre à l'évidence : elle est la réincarnation du tueur. Les fantômes la poussent à reconstituer son suicide, mais elle arrive tout de même à survivre.
Quelque temps plus tard, dans un hôpital psychiatrique, Nagisa, enveloppée dans un châle, est toujours hantée par les âmes des enfants de sa précédente incarnation. Ayumi Omori, la femme du professeur, lui offre alors les jouets préférés de ses enfants, une balle et une poupée. Nagisa crie, puis finalement se met à sourire alors que les fantômes s'approchent d'elle.

## Fiche technique
Sauf indication contraire, les informations mentionnées dans cette section peuvent être confirmées par la base de données cinématographiques IMDb,  présente dans la section « Liens externes ».
- Titre original : Rinne (輪廻?)
- Titre français : Réincarnation
- Titre anglais ou international : Reincarnation
- Réalisation : Takashi Shimizu
- Scénario : Takashi Shimizu et Masaki Adachi
- Musique : Kenji Kawai
- Décors : Iwao Saitô
- Costumes : Mari Miyamoto
- Photographie : Takahide Shibanushi
- Montage : Nobuyuki Takahashi
- Production : Takashige Ichise (producteur), Kazuya Hamana, Satoshi Fukushima et Yasushi Kotani (producteurs exécutifs) et Yukie Kito (producteur associé)
- Sociétés de production : Oz Co. et Entertainment Farme
- Société de distribution : Tōhō (Japon)
- Pays d’origine :  Japon
- Langue originale : japonais
- Format : couleur — 35 mm — 1.85:1 — son Dolby numérique
- Genre : J-Horror
- Durée : 96 minutes
- Dates de sortie :
  - Japon : 27 octobre 2005 (Festival international du film de Tokyo)
  - Japon : 7 janvier 2006 (sortie nationale)
  - France : 5 septembre 2007 (sortie nationale)
- Classification : interdit aux moins de 12 ans lors de sa sortie en France[1]

## Distribution
Sauf indication contraire, les informations mentionnées dans cette section peuvent être confirmées par la base de données cinématographiques IMDb,  présente dans la section « Liens externes ».
- Yūka (en) : Nagisa Sugiura
- Karina Nose (en) : Yayoi Kinoshita
- Kippei Shiina (en) : Ikuo Matsumura
- Tetta Sugimoto (en) : Tadashi Murakawa
- Shun Oguri : Kazuya Onishi
- Marika Matsumoto : Yuka Morita
- Mantaro Koichi : le producteur Yamanaka
- Atsushi Haruta : Norihasa Omori
- Miki Sanjo : Ayumi Omori
- Mao Sasaki : Chisato Omori
- Hiroto Ito : Yuya Omori
- Takako Fuji : Takako Sudo
- Yasutoki Furuya : Atsushi Ozawa
- Tomoko Mochizuki : Ayumi Omori (jeune)
- Kiyoshi Kurosawa : le professeur Kawashima (non crédité)

## Accueil

### Accueil critique
Les critiques sont plutôt mitigées dans l'ensemble.
En France, le site Allociné recense une moyenne des critiques de presse de 3,1⁄5. Stéphanie Belpêche du Journal du Dimanche est assez positive, admirant « le jeu impressionnant de la comédienne principale, le scénario habilement construit, la mise en scène aux effets cauchemardesques et le twist final » mais regrettant tout de même « quelques longueurs ». Pour Vincent Ostria des Inrockuptibles, « Réincarnation une sorte de melting-pot infernal évoquant et invoquant pêle-mêle le cinéma de zombies de Romero, Shining de Kubrick, Le Voyeur de Powell, voire annonçant Inland Empire de Lynch ». Il voit le film comme une « œuvre dissonante mais sobre, d’une extrême pureté, où le trouble naît de la tension suggérée par la lenteur et la longueur des plans, par l’indécision du héros énigmatique, par le caractère atmosphérique du danger ». Romain Le Vern du site Critikat fait également le parallèle avec le film Inland Empire : « Finalement, le film auquel on pense le plus en regardant Réincarnation reste Inland Empire [...] On regarde Réincarnation dans ce même état de sidération en ne sachant pas réellement là où le cinéaste veut nous emmener tout en nous plaçant dans la situation délectable du spectateur avide d’expériences curieuses. En prenant comme personnage principal une jeune adolescente louche qui fantasme une vie d’actrice et confond dangereusement le réel et l’imaginaire, Shimizu parvient à emmener ses spectateurs loin, très loin, dans les friches d’un scénario qui se laisse lui-même prendre par le vertige de sa jeune protagoniste ». Xavier Leherpeur de TéléCinéObs est plus mitigé, déplorant « un postulat sans ambition majeure côté scénario », bien qu'il reconnaisse le « sens de la réalisation qui, entre passé et présent, réalité et reconstitution, parvient à égarer avec un efficient savoir-faire le spectateur dans un labyrinthe d'effroi et de frissons ». Il n'est pas le seul à déplorer le manque d'originalité du film : « Réincarnation constitue un bon divertissement [...] sans toutefois réinventer » pour L'Écran fantastique, « Takashi Shimizu utilise sans trop en abuser des recettes maintenant familières » pour Première, « [les] effets [du film], maîtrisés, mais beaucoup vus, ne font plus peur » pour MCinéma.com et « Un énième film de fantômes à cheveux longs » pour aVoir-aLire.com.
Aux États-Unis, le site IMDb propose une moyenne de 6,2⁄10.

### Box-office
Le film a totalisé 4 664 641 $ de recettes dans le monde, dont 1 688 919 au Japon et 321 875 aux États-Unis.